# Meilanion (Sohn des Erylaos)
Meilanion (altgriechisch Μειλανίων Meilaníōn) oder Melanion (Μελανίων Melaníōn) ist eine Gestalt der griechischen Mythologie.
Meilanion ist der Sohn des Erylaos und der Kleite, die ihn am Ufer des Kaïkos in Mysien zur Welt bringt. Als Freund des Eurypylos kämpft er wie dieser im Trojanischen Krieg auf Seiten der Trojaner. Von Antiphos, dem Genossen des Odysseus und späterem Opfer des Polyphem, wird er im Kampf getötet, als ihn dessen auf Eurypylos geschleuderte Lanze trifft. Eurypylos versucht ihn zu rächen, doch kann sich Antiphos entziehen und geht seinem späteren Schicksal entgegen.